# تانجو چولاک
تانجو چولاک (انگلیسی: Tanju Çolak؛ زادهٔ ۱۰ نوامبر ۱۹۶۳) بازیکن فوتبال اهل ترکیه است که در تیم ملی فوتبال ترکیه نیز بازی کرده‌است.
از باشگاه‌هایی که در آن بازی کرده‌است می‌توان به باشگاه فوتبال فنرباغچه، باشگاه فوتبال گالاتاسرای، و باشگاه فوتبال سامسون‌اسپور اشاره کرد.
چولاک در فصل ۱۹۸۷–۸۸ با زدن ۳۹ گل، برندهٔ جایزهٔ کفش طلای اروپا شد.